# Apolo y Dafne (Albani)
Apolo y Dafne es un cuadro del pintor barroco italiano Francesco Albani. Lo realizó entre 1615 y 1620 y está ubicado en el Museo del Louvre. La obra escenifica un pasaje de la leyenda descrito por Ovidio en Las metamorfosis. 
El mito narra que el dios Eros quiso vengarse de la arrogancia de Apolo hiriéndole con una flecha dorada que causara un amor inmediato a este. A la ninfa Dafne la hirió con una flecha de plomo, que causaba el efecto contrario, el rechazo amoroso. Cuando Apolo vio a Dafne, se lanzó en su persecución (momento que ilustra el cuadro) mientras Dafne huía de él. Finalmente, el padre de Dafne el río Peneo, (o la Madre Tierra, según otra versión), la convertiría en un laurel instantes antes de ser alcanzada por Apolo, escena también muy representada en el arte.